# Лола Паньяні
Лола Паньяні (італ. Lola Pagnani, нар. 3 квітня 1972, Рим) — італійська актриса.

## Біографія
Лола Паньяні народилася 3 квітня 1972 року у Римі, її батько письменник і сценарист Енцо Паньяні. У 17 років закінчила школу сучасних танців у Парижі, ставши солісткою американської хореографічної трупи Momixi взяла участь у світовому турне трупи, після чого успішно співпрацювала з нею в проекті Cirque du Soleil в Монреалі. Пізніше — солістка мюнхенського національного театру під управлінням Ліни Вертмюллер і диригента Джузеппе Сінополі.
Згодом пройшла курс навчання сучасного танцю в Американському театрі танцю Елвіна Ейлі в Нью-Йорку і навчалася акторській майстерності в HB Studios (також у Нью-Йорку). Повернувшись до Італії, працювала з такими зірками італійського та міжнародного кіно і театру, як Етторе Скола, Джуліо Базі, Ліна Вертмюллер, Спайк Лі, Джон Туртурро та Абель Феррара. Її запрошували працювати з Енріко Монтесано, Марко Колумбро, Барбарою де Россі, Енріко Бріньяно, Ніно Манфреді, Вітторіо Гассманом і Шеллі Вінтерс, яка взяла її в Лос-Анджелес для проходження курсу навчання в акторській студії.
Брала участь у декількох програмах міжнародної телевізійної служби італійського телеканалу Rai International у Нью-Йорку і вела програму PoP Italia, співпрацювала з журналом «Associazione Via Condotti». З 2007 р. працювала спільно з американським продюсером і режисером Мелісою Балин над документальним проектом «Жінки, які шукають правосуддя», заснованим на реальних фактах беззаконня в різних країнах світу.
Крім рідної італійської вільно розмовляє також французькою, іспанською та англійською.

## Фільмографія

### Кіно
- Trafitti da un raggio di sole (1995) — Fabiola
- Polvere di Napoli (1996) — Rosita
- Ninfa plebea (1996) — Lucia
- Ferdinando e Carolina (1999) — Sara Goudar
- La bomba (1999) — Daisy
- Il pranzo della domenica (2002)
- Gente di Roma (2003)
- Women Seeking Justice (2007)

### Телебачення
- Pazza famiglia (1995)
- Commissario Raimondi (1998) — Esmeralda
- Anni 50 (1998)
- La squadra (2000)
- Un posto al sole (2001) — Roberta Cantone
- Francesca e Nunziata (2001)
- Carabinieri 5 (2005)
- Un ciclone in famiglia 2 (2005)
- Donne sbagliate (2006)
- Capri (2006) — Maria Rosaria

### Театр
- Кармен (1987)
- Alla ricerca della romanità perduta (2011)
- Vergine Regina (1996)
- Anatra all'arancia (1997)